# Sultana Kamal (athlétisme)
Sultana Kamal, née Sultana Ahmed, le 10 décembre 1952 et morte le 15 août 1975 à Dacca, au Bangladesh, surnommée Khuki, est une athlète bangladaise. Mariée à Sheikh Kamal, le fils aîné du président du Bangladesh Sheikh Mujibur Rahman, elle est assassinée en même temps que son beau-père et son mari.

## Biographie
Kamal est étudiante à l'université de Dhaka.Elle détient des records nationaux au saut en longueur et au 100 mètres.
Le 14 juillet 1975, elle épouse Sheikh Kamal, le fils aîné de Sheikh Mujibur Rahman. Un mois plus tard, elle est l'une des victimes de l'assassinat collectif du dirigeant bangladais et de la plupart des membres de sa famille.

## Hommage
En 2011, la Bangladesh Women's Sports Association a créé le Sultana Kamal Independence Day Award pour les personnes qui ont contribué au sport féminin au Bangladesh.

### Éponymes
- Sultana Kamal Women's Complex – un complexe sportif à Dhanmondi, Dacca[4].
- Athlete Sultana Kamal Hall – un dortoir pour étudiantes à l'Institut d'ingénierie et de technologie du cuir de l'université de Dacca[5].
- Sultana Kamal Gymnasium - un gymnase pour les étudiants de l'université de Khulna.